# تولاری
تولاری (صربی: Tulari}} یک منطقهٔ مسکونی در صربستان است که در یوبی، صربستان واقع شده‌است. تولاری ۲۰٫۱۶ کیلومتر مربع مساحت و ۷۷۴ نفر جمعیت دارد و ۱۳۴ متر بالاتر از سطح دریا واقع شده‌است.